# Tazicheng
 (février 2025).
Si vous disposez d'ouvrages ou d'articles de référence ou si vous connaissez des sites web de qualité traitant du thème abordé ici, merci de compléter l'article en donnant les références utiles à sa vérifiabilité et en les liant à la section « Notes et références ».

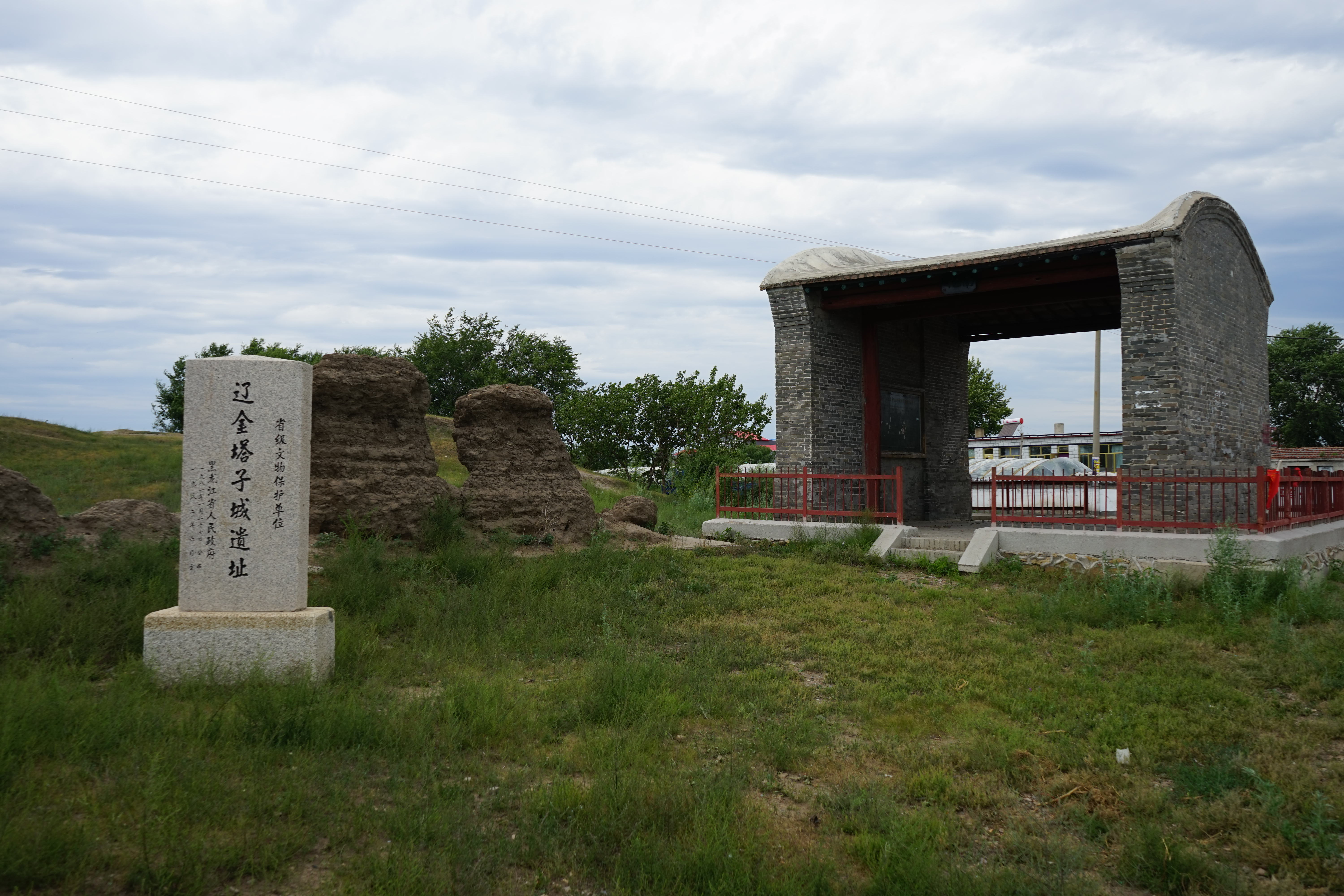

Les ruines de l'ancienne ville de Tazicheng ( 塔子城址) se trouvent dans le xian de Tailai, province du Heilongjiang, en Chine. Elle a connu sa plus grande prospérité au temps des dynasties Liao (les Khitans de 916-1125), Jin (les Jurchens de 1115 à 1234) et Yuan (les Mongols de 1279 à 1368). C'était la ville du petit frère de Genghis Khan et la plus grande ville du Heilongjiang occidental. Depuis 2006, ses ruines font partie des sites historiques et culturels majeurs protégés au niveau national (6-65). 
De forme carrée, elle était entouré d'un mur de 4563 mètres. Elle est aussi appelée la ville de la pagode à cause d'une pagode en brique située à proximité. 